# Титриметричний аналіз

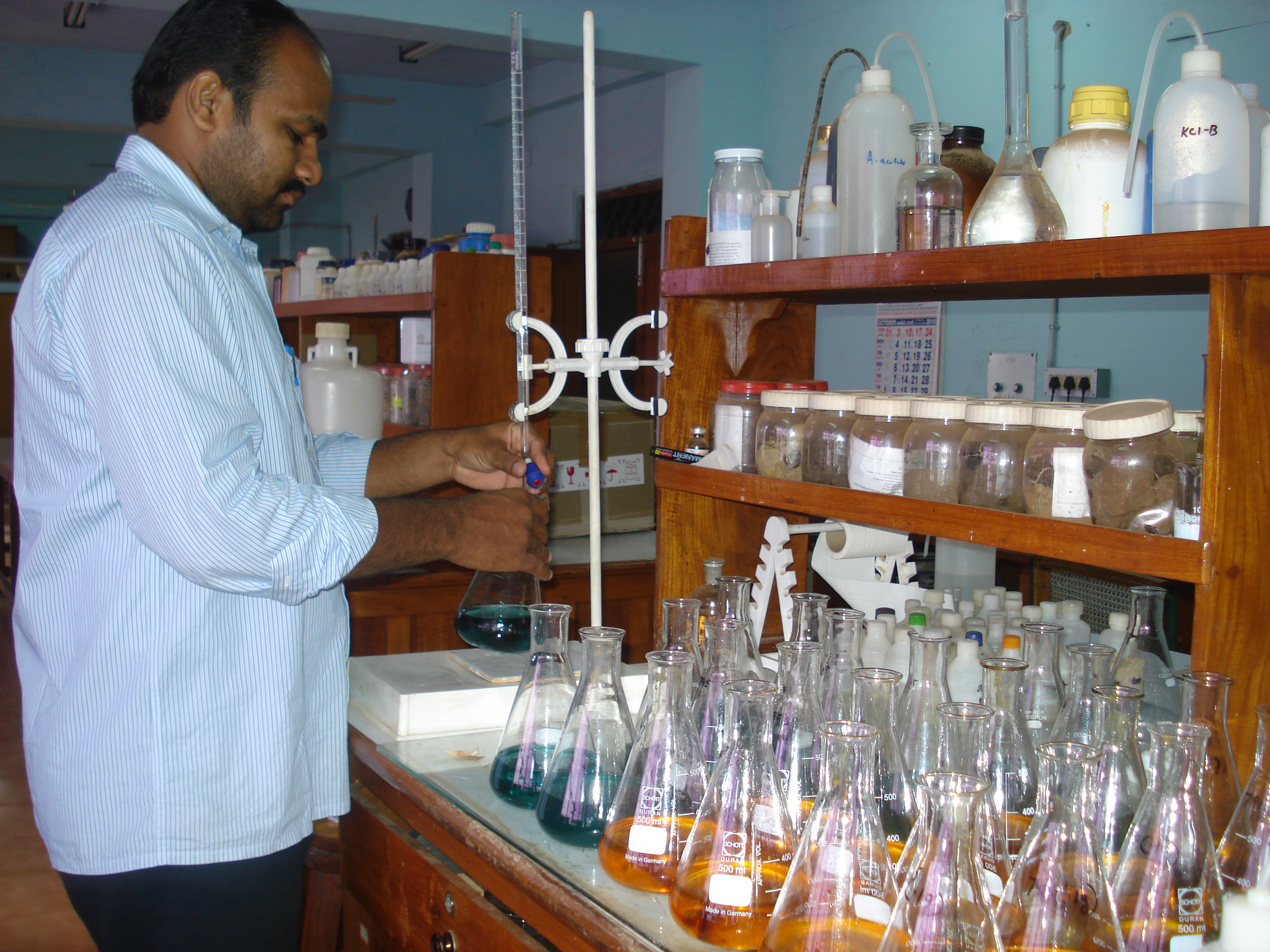
Титриметричний аналіз.

Титриметри́чний ана́ліз (титрува́ння) (англ. titrimetric analysis, analysis by titration; нім. Massanalyse f, Titration f, Titrimetrie f) — сукупність методів кількісного аналізу в аналітичній і фармацевтичній хімії, в основі яких вимірювання об'єму розчину реактиву відомої концентрації, що витрачається на реакцію з розчином речовини, концентрація якої визначається.

## Загальний опис
В титриметричному аналізі використовуються реакції нейтралізації, окиснення-відновлення, осадження, комплексоутворення. Методи титриметричного аналізу класифікують за типом реакцій, які протікають між компонентом, який визначається і титрантом:
- кислотно-основне титрування основане на застосуванні реакцій нейтралізації;
- окисно-відновне титрування (редокс титрування) засноване на застосуванні реакцій окиснення-відновлення;
- осаджувальне титрування — на застосуванні реакцій осадження;
- методи комплексоутворення — на використанні реакцій комплексоутворення.
- деривативне потенціометричне титрування — титрування, що включає вимірювання, записування та обчислення перших похідних потенціалу індикаторного електрода відносно об‘єму чи іншої кількісної характеристики реагенту.
- вагове титрування — титрування, в якому кількість титранту знаходять зважуванням стандартного розчину, витраченого до кінцевої точки.

Титриметричний аналіз здійснюється шляхом титрування, кінцеву точку якого знаходять за допомогою хімічних індикаторів або за різкою зміною фізичних характеристик досліджуваного розчину (електропровідності, оптичної густини тощо). Методи титриметричного аналізу знаходять широке застосування при аналізі руд, мінералів, гірських порід, пром. та ін. матеріалів.

## Титрування
Титрування — хімічний метод об'ємного аналізу — поступове додавання розчину якої-небудь речовини з титром певної концентрації до розчину досліджуваної речовини, кількість якої треба встановити.
Титрування — процес визначення титру досліджуваної речовини. Титрування проводять з допомогою бюреток, заповнених титрантом до нульової відмітки. Титрувати, починаючи від інших відміток, не рекомендується, оскільки шкала бюретки може бути нерівномірною. Заповнення бюреток робочим розчином виробляють через лійку або за допомогою спеціальних пристосувань, якщо бюретка напівавтоматична. Кінцеву точку титрування (Точка еквівалентності) зазвичай знаходять за допомогою відповідного індикатора або інструментально.
Розрізняють типи титрування: пряме, зворотне титрування і титрування замісника (замісникове).
При прямому титруванні до розчину визначуваної речовини (аліквоти або навіски, титрованого розчину) додають невеликими порціям розчин титрант (робочий розчин).
При зворотному титруванні до розчину визначуваної речовини додають спочатку явний надлишок спеціального реагенту і потім титрують його залишок, що не вступив у реакцію.
При титруванні замісника до розчину визначуваної речовини додають спочатку явний надлишок спеціального реагенту і потім титрують один з продуктів реакції між аналізованою речовиною і доданим реагентом.
Титрант (Т) — розчин реагенту, молярна концентрація еквівалента якого встановлена з великою точністю, називають робочим розчином (стандартним розчином).
Аналіт (А) (проба) — розчин в якому визначають концентрацію речовини.
- Калориметричне титрування — титрування, здійснюване в калориметрі, який фіксує криву залежності зміни теплоти від кількості доданого титранту.

- Кислотно-основне титрування — визначення вмісту кислоти (основи) в розчині за допомогою титранту, який є розчином основи (кислоти). Таке титрування засноване на реакціях, пов'язаних з переносом протонів (за Бренстедом) або електронних пар (за Льюїсом) від одної з реагуючих речовин до іншої в розчині.
- Комплексометричне титрування — титрування, в основі якого лежить швидка стехіометрична реакція між бідентантним чи полідентантним лігандом (комплексоном) та йоном металу з утворенням комплексу, константа стабільності якого в даних умовах є високою. Кінцеву точку часто фіксують за допомогою органохромних індикаторів.
- Кондуктометричне титрування (англ. conductometric titration) —титриметричний метод, в основі якого лежить вимірювання зміни електричної провідності розчину в залежності від кількості доданого реагенту. Кінцева точка титрування знаходиться на перетині двох прямих ліній, що відповідають частинам кривої титрування(кривої, що описує залежність електричної провідності від об'єму, витраченого на титрування). Перевагою такого способу є можливість титрувати забарвлені розчини, та можливість провести прямі на основі кількох(не багатьох) точок, виміряних поблизу точки хімічної еквівалентності.
- Термометричне титрування — в аналітичній хімії — метод, в якому один реактант (титрант) додається безперервно чи порціями в адіабатичний посуд, де знаходиться аналіт, а для встановлення кінцевої точки титрування використовується відкладена на графіку викликана реакцією зміна температури, як функція від доданого об'єму.
- Алкаліметричне титрування — кислотно-основне титрування, коли кислоту титрують стандартним розчином лугу.
- Амперометричне титрування — метод аналізу, в якому вимірювані значення струму, що проходить через елемент, відкладаються відносно кількості доданого титранту.
- Ацидиметричне титрування — кислотно-основне титрування, в якому основу титрують стандартним розчином кислоти.

## Кондуктометрична кінцева точка
Кінцева точка в титруванні, визначена екстраполяцією до перетину прямолінійних ділянок кривої титрування, коли хід реакції контролюється вимірюванням провідності(обернено-пропорційній омічному опорові) титрованого середовища між двома інертними електродами(звичайно з платинованої платини), зануреними в це середовище.

## Інтернет-ресурси
- ОБ'ЄМНИЙ АНАЛІЗ [Архівовано 26 квітня 2016 у Wayback Machine.] //Фармацевтична енциклопедія
- Wikihow: Perform a Titration [Архівовано 22 жовтня 2015 у Wayback Machine.]
- An interactive guide to titration
- Science Aid: A simple explanation of titrations including calculation examples

| CHEM: | Це незавершена стаття з хімії. Ви можете допомогти проєкту, виправивши або дописавши її. |